# Ivoorspikkelbladroller
De ivoorspikkelbladroller (Cnephasia pumicana) is een vlinder uit de familievan de bladrollers (Tortricidae). De wetenschappelijke naam werd in 1847 gepubliceerd door Philipp Christoph Zeller.
De soort komt voor in Europa.